# Notogomphus moorei
Notogomphus moorei är en trollsländeart som beskrevs av Vick 2003. Notogomphus moorei ingår i släktet Notogomphus och familjen flodtrollsländor. IUCN kategoriserar arten globalt som livskraftig. Inga underarter finns listade i Catalogue of Life.